# Kenan Köse
 (avril 2010).
 (mars 2025).
Si vous disposez d'ouvrages ou d'articles de référence ou si vous connaissez des sites web de qualité traitant du thème abordé ici, merci de compléter l'article en donnant les références utiles à sa vérifiabilité et en les liant à la section « Notes et références ».
Kenan Köse est un joueur de football belgo-turc né le 22 octobre 1984 en Belgique, évoluant au poste de milieu central.

## Biographie
Kenan Köse commence sa carrière professionnelle à 16 ans au RKC Waalwijk, club évoluant en Eredivisie au Pays-Bas. Ses performances attirent l'attention d'Ilhan Cavcav, président du club turc Gençlerbirliği, qui décide de l'acheter[réf. nécessaire]. Köse y évolue pendant un an en tant que milieu offensif. Il quittera par la suite la Turquie et rejoindra le RFC Liège, puis le CS Visé en Belgique.  
En 2005, il retourne en Turquie et signe avec le Konya Torku Seker Spor, où il joue pendant 6 mois. Ses grosses performances lui valent un transfert à Alanyaspor où il joue 1 an et demi.   
Il poursuit ensuite sa carrière à Adiyamanspor, avant de rejoindre Eskisehirspor.   
Par la suite, Köse est prêté au Tarsus Idman Yurdu, avant de signer avec Sanliurfaspor, son dernier club en Turquie.   
En décembre 2010, après plus de 180 matchs professionnels, Kenan Köse prend la décision de raccrocher les crampons.[réf. nécessaire]
Cependant, le désir de renouer avec le football étant présent[réf. souhaitée], il reprend du service au RCS Schaerbeek dans le courant de l'année 2011. La saison 2011-2012 le verra encore jouer en P1 champion avec ce club avant de définitivement mettre un terme à sa carrière. 
En décembre 2013, il décide de devenir le président du club La Renaissance Schaerbeek, évoluant en 4e division belge. Ce poste était resté vacant depuis le départ d'Erdal Sevik pour le club de Waterloo, désormais au Crossing Schaerbeek. 

## Carrière
- 2000-2002 : RKC Waalwijk ( Pays-Bas)
- 2002-2003 : Gençlerbirliği ( Turquie)
- 2003-2004 : RFC Liège ( Belgique)
- 2004 : CS Visé ( Belgique)
- 2005 : Konya Şekerspor ( Turquie)
- 2005-2007 : Alanyaspor ( Turquie)
- 2007-2009 : Adiyamanspor ( Turquie)
- 2010 : Eskişehirspor Kulübü ( Turquie)
- 2010 : Tarsus Idman Yurdu (prêt) ( Turquie)
- 2010- : Şanlıurfaspor ( Turquie)